# Melchior de Lisle
Pour les articles homonymes, voir Lisle.
Melchior de Lisle, né le 22 février 1908 à Brest et mort le 26 août 1977 à Paris, est un entomologiste français, spécialisé dans les coléoptères lucanes.

## Biographie
Élève de l'École polytechnique, il dirige, au Cameroun, des travaux d'infrastructure (ponts), puis à Paris devient directeur d'une école d'ingénieurs. Pianiste, il épouse, en 1933, l'organiste Christiane Frommer, qui tient à Paris un salon de musique réputé. Une biographie a été écrite par Jean-Pierre Lacroix. Ils ont quatre enfants, dont la psychanalyste Jacqueline Schaeffer, épouse du fondateur de la musique concrète, Pierre Schaeffer. Il est le grand-père du plasticien et collectionneur Laurent Fiévet.
En août 1940, il rejoint la France Libre où il est affecté en Afrique. Pendant la guerre, il obtient le grade de capitaine.

## Travaux entomologiques
Durant son séjour au Cameroun, il s'intéresse aux cétoines dont il observe les mœurs et décrit des formes ou sous-espèces nouvelles,.
De retour en Europe, ce sont les lucanes qui le passionnent. Il en rassemble une importante collection et décrit de nombreux nouveaux taxa. Ses travaux les plus importants sont publiés dans la revue Zoologique suisse.
Il a également étudié les cérambycides.

## Noms de genre et d'espèces dédiés
- Bangalaia lislei Villiers, 1941
- Dorcus delislei Nagai & Tsukawaki, 1999
- Figulus delislei Benesh, 1953
- Goniochernes lislei Vachon, 1941
- Horridocalia delislei Endrödi, 1974
- Ixorida venera delislei Miksic, 1972
- Prismognathus delislei Endrödi, 1971
- Rosenbergia lislei Rigout, 1981
- Sclerostomus delislei Weinreich, 1961
- Smaragdesthes delislei Paulian, 1940

## Taxa décrits
Une liste des 103 noms nouveaux qu'il a créés a été publiée sur le web.